# Ghiacciaio Jenner
Il ghiacciaio Jenner è un ghiacciaio lungo circa 6 km situato sull'isola Brabant, una delle isole dell'arcipelago Palmer, al largo della costa nord-occidentale della Terra di Graham, in Antartide. In particolare, il ghiacciaio, sito subito a ovest del ghiacciaio Koch, nei monti Solvay, e il cui punto più alto si trova a circa 1000 m s.l.m., scorre verso sud-ovest, partendo dal versante meridionale del monte Ehrlich e fluendo tra il picco Prapat e il picco Kondolov, fino a entrare nella parte orientale della baia di Duperré, nella parte meridionale dell'isola.

## Storia
Il ghiacciaio Jenner appariva già in mappe del governo argentino realizzate nel 1953 dove però non era indicato con nessun nome; in seguito esso è stato fotografato durante una serie di ricognizioni aeree effettuate dalla Hunting Aerosurveys Ltd nel 1956-57, mappato più dettagliatamente dal British Antarctic Survey (al tempo ancora chiamato "Falkland Islands Dependencies Survey", FIDS) sulla base di tali fotografie e battezzato con il suo attuale nome dal Comitato britannico per i toponimi antartici in onore di Edward Jenner, il medico e naturalista britannico noto per l'introduzione del vaccino contro il vaiolo e considerato il padre dell'immunizzazione.